# Шмурло, Евгений Францевич

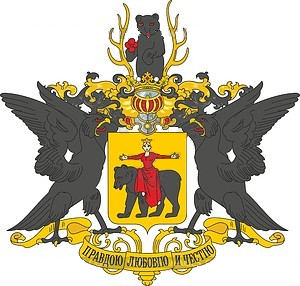
Герб рода Шмурло. Пожалован Францу Иосифовичу Шмурло.

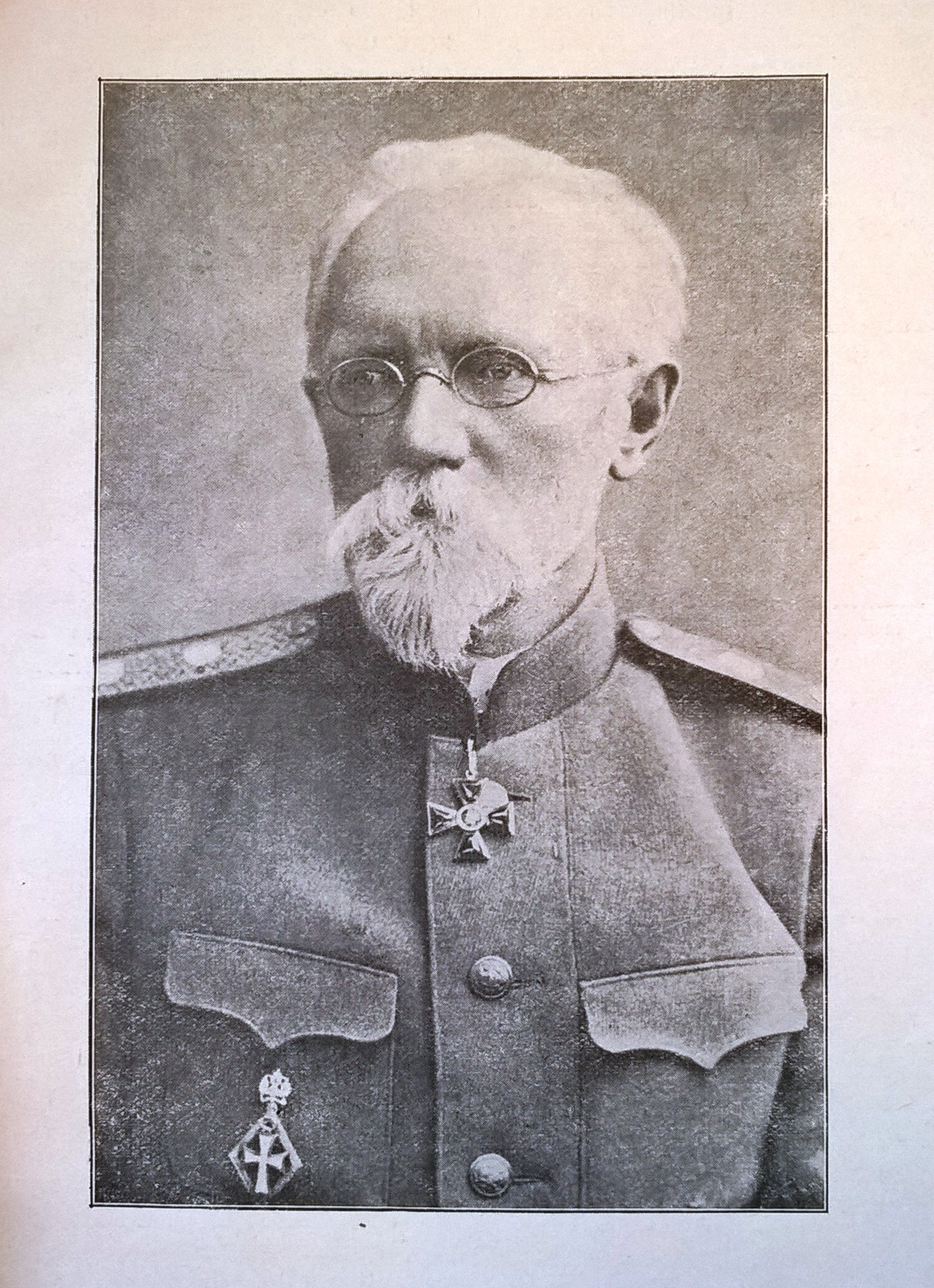
Евгений Францевич Шмурло.

Евге́ний Фра́нцевич Шмурло (29 декабря 1853  [10 января 1854], Челябинск, Оренбургская губерния — 7 апреля 1934, Прага) — русский историк, член-корреспондент Петербургской академии наук, профессор Санкт-Петербургского и Юрьевского университетов. Действительный статский советник (1906). Председатель Русского исторического общества в 1925—1932 годах.

## Биография
Родился 29 декабря 1853 (10 января 1854) года в Челябинске, в семье мелкопоместного дворянина. Род Шмурло происходил из польско-литовских дворян.

### Образование и работа в России
В 1874 году поступил на юридический факультет Петербургского университета, затем перешёл на историко-филологический факультет. По окончании университета был оставлен для подготовки к профессорскому званию по рекомендации К. Н. Бестужева-Рюмина, одновременно преподавал историю на Высших женских курсах и в гимназиях Санкт-Петербурга. Во второй половине 1880-х — начале 1890-х годов входил в возглавлявшийся С. Ф. Платоновым «Кружок русских историков», объединявший молодых историков петербургской школы.
В 1888 году под руководством К. Н. Бестужева-Рюмина Е. Ф. Шмурло защитил магистерскую диссертацию «Митрополит Евгений как учёный». В 1889—1891 годах Е. Ф. Шмурло — приват-доцент Петербургского университета. В 1889 году вместе с Н. И. Кареевым, Г. В. Форстеном, С. Ф. Платоновым и другими историками стал одним из учредителей Исторического общества при Петербургском университете.
В 1890 году Е. Ф. Шмурло участвовал в работе VIII Археологического съезда в Москве.
В 1891 году, работая в открытом для исследователей с 1881 года Ватиканском архиве, подготовил к публикации перевод на русский язык рассказа Джованни Тетальди о России времён Ивана Грозного.
С 1891 по 1903 годы Е. Ф. Шмурло — профессор кафедры русской истории Юрьевского университета, которую до него занимал А. Г. Брикнер.
В декабре 1892 года он обнаружил в архиве Падуанского университета источники об обучении в университете П. В. Постникова, что вместе с найденными им в России материалами стало основой для его книги о П. В. Постникове.
В 1898—1899 годах Е. Ф. Шмурло участвовал в ликвидации последствий неурожая в Уфе и Стерлитамакском уезде, и в 1900 году опубликовал об этом книгу очерков.

### Работа в Италии
В ноябре 1903 года он был назначен на должность учёного-корреспондента Постоянной исторической комиссии Академии наук в Риме при Ватиканском архиве сроком на 5 лет (переизбирался в 1908, 1913 и 1917 годах). В 1904 году на личной аудиенции у папы Пия X Шмурло добился разрешения работать в архиве Конгрегации пропаганды веры. Результаты этих изысканий, работы в городских архивах, а также национальных и личных библиотеках в Италии, Испании, Франции и Голландии он обобщил в книге, вышедшей в Праге в 1928 году. По указанию Академии наук он подготовил также два сборника документов, посвящённых российско-итальянским отношениям. За время своей работы в Риме Шмурло собрал для Академии наук обширную библиотеку (более 2000 документов и более 6000 книг).
В 1911 году Шмурло был избран членом-корреспондентом Российской академии наук по разряду историко-политических наук. Он также был членом Русского географического и археологического обществ, Исторического общества при Санкт-Петербургском университете и членом учёных архивных комиссий Рязани, Воронежа, Витебска, Владимира и Симферополя.

### Эмиграция
После Октябрьской революции Шмурло жил в эмиграции и занимался налаживанием связей в среде русского зарубежья. В 1921 году он организовал в Риме Русскую академическую группу. В 1924 году, получив стипендию правительства Чехословакии, он переехал в Прагу, где к этому времени уже жила большая группа русских учёных. В Праге он вёл активную научную, педагогическую и общественную деятельность. Шмурло входил в Учёный совет и Учёную комиссию Русского заграничного исторического архива, был историком филологического отделения Русской учебной коллегии, членом Русской академической группы в Чехословакии, почётным членом Славянского института. До 1931 года он также был председателем Русского исторического общества при правлении Союза русских академических организаций за границей, организованного по его инициативе. В это общество входили такие известные историки, как А. А. Кизеветтер, В. А. Мякотин, Г. В. Вернадский, П. Б. Струве и другие. За время своего председательства Шмурло сделал на заседаниях Общества более 20 докладов, некоторые из которых были опубликованы в журнале «Записки РИО».
Скончался 7 апреля 1934 года в Праге; похоронен на Ольшанском кладбище.

## Семья
У Матвея Шмурла был сын Карл, внук Иван, правнук Фома-Осип — дед Евгения Францевича.
- Отец — генерал-майор Франц Иосифович (Осипович) Шмурло (3 (15) октября 1805 года, с. Бржезницы Дрогичинской волости Кобринского уезда Гродненской губернии — 1893, д. Васильевка (Городничевка) Кипельской волости Челябинского уезда)
- Мать — Раиса Корнильевна (ок. 1834—23 марта (5 апреля)  1907 года), дочь челябинского врача Корнилия Ивановича Покровского; арендатор, затем владелец Воскресенского винокуренного № 30 завода
- Братья:
  - Владимир (15 (27) июля 1865 года — 27 февраля 1931 года, Рига) — инженер-железнодорожник, эсперантист.
  - Геннадий (29 января (10 февраля)  1869 года — 18 сентября 1926, Ницца) — земский деятель, член Государственного совета.
  - Леонид — прокурор Вернинского окружного суда, затем служил в Сенате.
  - Аркадий, покончил с собой, проиграв в карты 4000 рублей.
- В 1891 году Евгений Францевич развёлся с женой[5].

## Основные научные труды
- О записках Сильвестра Медведева Архивная копия от 16 ноября 2021 на Wayback Machine — СПб., 1889. — 37 с.
- «П. В. Постников. Несколько данных для его биографии» — Юрьев, 1894.
- Восток и Запад в русской истории : публичная лекция Архивная копия от 16 ноября 2021 на Wayback Machine — Юрьев, 1895. — [2], 37 с.
- Очерк жизни и научной деятельности Константина Николаевича Бестужева-Рюмина. 1829—1897 Архивная копия от 16 ноября 2021 на Wayback Machine — Юрьев, 1899. — [2], VIII, 416 с.
- «Сборник документов, относящихся к истории царствования Петра Великого» — т. I, Юрьев, 1903.
- «Россия и Италия: Сборник исторических материалов и исследований, касающихся сношений России с Италией» — СПб., 1907—1915.
- «Пётр Великий в оценках современников и потомства» — 1912.
- «История России 862—1917» — Мюнхен, 1922. Переиздание 2016 года Архивная копия от 7 августа 2017 на Wayback Machine: Н. Новгород, «Чёрная сотня», 688 с. — ISBN 978-5-00-028034-8.
- «Введение в русскую историю» — Прага, 1924.
- «Римская курия на русском православном Востоке в 1609—1654 Архивная копия от 26 сентября 2019 на Wayback Machine» — Прага, 1928.
- «Вольтер и его книга о Петре Великом» — Прага, 1929.
  - Вольтер и его книга о Петре Великом / Подг. текста к публ. М. В. Ковалева и А. Е. Кулакова. — СПб.: Нестор-история, 2021. — 320 с.
- «Курс русской истории» в 3 тт. — Прага, 1931—1935.
- «Курс русской истории» т. 4. — Прага. (посмертное издание).
- Курс русской истории: Спорные и невыясненные вопросы русской истории (т. 4, второе издание). — СПб.: Алетея, 2000. — 336 с. ISBN 5-89329-218-0.